# Newsteadia bluntlyspina
Newsteadia bluntlyspina är en insektsart som beskrevs av Ferenc Kozár och Foldi in Kozár et al 2002. Newsteadia bluntlyspina ingår i släktet Newsteadia och familjen vaxsköldlöss.
Artens utbredningsområde är Madagaskar. Inga underarter finns listade i Catalogue of Life.